# Narodni muzej Šabac
Narodni muzej Šabac je kompleksni muzej, ki v največji meri pokriva območje severozahodne Srbije. Sedež muzeja je na Masarykovi ulici v klasicistični zgradbi nekdanje gimnazije iz leta 1857. Skupna površina muzejske stavbe znaša 1034 kvadratnih metrov, od tega jih je za razstavne prostore namenjenih 800. Strokovno delo se odvija na posameznih oddelkih: arheološkem, zgodovinskem, etnološkem, umetnostnozgodovinskem in na oddelku za numizmatiko in dokumentacijo.

## Zgodovina muzeja
Zbiranje in hranjenje starin se je v tem delu Srbije pričelo ob koncu 19. stoletja in se nadaljevalo v začetku 20. stoletja pod okriljem gimnazije. Upravni odbor Šabaške narodne knjižnice in čitalnice je 20. junija 1934 sprejel odločitev o ustanovitvi muzeja. Prve prostore je muzej dobil v stavbi nekdanje kavarne Miramare. Že v letu nastanka muzeja (1934) sta dva od njegovih ustanoviteljev - Ljubomir Pavlović in Žika Popović - vodila arheološka izkopavanja na prazgodovinski lokaciji Jusupovac. Material pridobljen s temi izkopavanji je predstavljal osnovo za nastanek arheološke zbirke. Občinski Narodni odbor je 11. januarja 1955 ustanovil Mestni muzej kot posebno ustanovo, leta 1960 pa je bila muzeju dodeljena celotna stavba stare gimnazije. Leta 1963 se je muzej preimenoval v Narodni muzej Šabac.